# Manueli Tulo
Manueli Tulo (nascido em 25 de março de 1990) é um levantador de peso fijiano que competiu nas Olimpíadas de Londres 2012 na categoria até 56 kg masculino, terminando em décimo terceiro lugar. Voltou a competir nesta mesma categoria nos Jogos Olímpicos de Verão de 2016 no Rio de Janeiro, Brasil, ocupando a quinta posição com um total de 242 kg.